# Síugrás az 1948. évi téli olimpiai játékokon
Az 1948. évi téli olimpiai játékokon a síugrás versenyszámát február 7-én rendezték meg St. Moritzban a 68 méteres sáncon. Az aranyérmet a norvég Petter Hugsted nyerte meg. A Magyarországot képviselő Hemrik Ferenc a 34. helyen végzett, Ványa Pál pedig az első ugrásban nem ért célba.

## Éremtáblázat
(Az egyes számoszlopok legmagasabb értéke vagy értékei vastagítással kiemelve.)
| Az 1948. évi téli olimpiai játékok éremtáblázata síugrásban | Az 1948. évi téli olimpiai játékok éremtáblázata síugrásban | Az 1948. évi téli olimpiai játékok éremtáblázata síugrásban | Az 1948. évi téli olimpiai játékok éremtáblázata síugrásban | Az 1948. évi téli olimpiai játékok éremtáblázata síugrásban | Olimpia  |
| ----------------------------------------------------------- | ----------------------------------------------------------- | ----------------------------------------------------------- | ----------------------------------------------------------- | ----------------------------------------------------------- | -------- |
|                                                             | Ország                                                      | Arany                                                       | Ezüst                                                       | Bronz                                                       | Összesen |
| 1.                                                          | Norvégia (NOR)                                              | 1                                                           | 1                                                           | 1                                                           | 3        |
|                                                             |                                                             |                                                             |                                                             |                                                             |          |
| Összesen                                                    | Összesen                                                    | 1                                                           | 1                                                           | 1                                                           | 3        |

## Érmesek
| Az 1948. évi téli olimpiai játékok érmesei síugrásban | Az 1948. évi téli olimpiai játékok érmesei síugrásban | Az 1948. évi téli olimpiai játékok érmesei síugrásban |
| ----------------------------------------------------- | ----------------------------------------------------- | ----------------------------------------------------- |
| Arany                                                 | Ezüst                                                 | Bronz                                                 |
| Petter Hugsted · Norvégia (NOR)                       | Birger Ruud · Norvégia (NOR)                          | Thorleif Schjelderup · Norvégia (NOR)                 |

## Részt vevő nemzetek
A versenyeken 14 nemzet 46 sportolója vett részt.
- Ausztria (AUT) (4)
- Csehszlovákia (TCH) (4)
- Egyesült Államok (USA) (4)
- Finnország (FIN) (3)
- Franciaország (FRA) (4)
- Izland (ISL) (1)
- Jugoszlávia (YUG) (4)
- Kanada (CAN) (3)
- Lengyelország (POL) (4)
- Magyarország (HUN) (1)
- Norvégia (NOR) (4)
- Olaszország (ITA) (3)
- Svájc (SUI) (4)
- Svédország (SWE) (3)

## Eredmények
A versenyzők két ugrást teljesítettek, a két ugrás pontszámainak összege határozta meg a végső sorrendet. A távolságok eredményei méterben értendők.
Megjegyzés: Sok versenyző esetében nem áll rendelkezésre forrás az egyes ugrásaikra kapott pontszámaikról, ezért az egyes ugrásoknál a sorrend helyezések nélkül, a távolságok sorrendjében szerepel.

### 1. ugrás
| Versenyző                | Nemzet                 | Távolság      |
| ------------------------ | ---------------------- | ------------- |
| Matti Pietikäinen        | Finnország (FIN)       | 69,5          |
| Aatto Pietikäinen        | Finnország (FIN)       | 69,0          |
| Gordy Wren               | Egyesült Államok (USA) | 68,0          |
| Leo Laakso               | Finnország (FIN)       | 66,0          |
| Sverre Fredheim          | Egyesült Államok (USA) | 66,0          |
| Evert Karlsson           | Svédország (SWE)       | 65,5          |
| Bruno Da Col             | Olaszország (ITA)      | 65,5          |
| Petter Hugsted           | Norvégia (NOR)         | 65,0          |
| Fritz Tschannen          | Svájc (SUI)            | 64,5          |
| Birger Ruud              | Norvégia (NOR)         | 64,0          |
| Thorleif Schjelderup     | Norvégia (NOR)         | 64,0          |
| Janez Polda              | Jugoszlávia (YUG)      | 63,5          |
| Arsène Lucchini          | Franciaország (FRA)    | 62,5          |
| Nils Lundh               | Svédország (SWE)       | 61,5          |
| Hans Zurbriggen          | Svájc (SUI)            | 61,0          |
| Joe Perrault             | Egyesült Államok (USA) | 61,0          |
| Miloslav Bělonožník      | Csehszlovákia (TCH)    | 61,0          |
| Andreas Däscher          | Svájc (SUI)            | 61,0          |
| Hubert Hammerschmied     | Ausztria (AUT)         | 61,0          |
| Walter Bietila           | Egyesült Államok (USA) | 61,0          |
| Janko Mežik              | Jugoszlávia (YUG)      | 61,0          |
| Willi Klopfenstein       | Svájc (SUI)            | 60,0          |
| Gregor Höll              | Ausztria (AUT)         | 60,0          |
| Zdeněk Remsa             | Csehszlovákia (TCH)    | 59,0          |
| Stanisław Marusarz       | Lengyelország (POL)    | 59,0          |
| Toni Wieser              | Ausztria (AUT)         | 59,0          |
| Josef Císař              | Csehszlovákia (TCH)    | 59,0          |
| Tom Mobraaten            | Kanada (CAN)           | 59,0          |
| Asbjørn Ruud             | Norvégia (NOR)         | 58,0          |
| Jaroslav Lukeš           | Csehszlovákia (TCH)    | 58,0          |
| Karel Klančnik           | Jugoszlávia (YUG)      | 58,0          |
| Régis Charlet            | Franciaország (FRA)    | 58,0          |
| Laurent Bernier          | Kanada (CAN)           | 58,0          |
| Vilhelm Hellman          | Svédország (SWE)       | 57,5          |
| Jónas Ásgeirsson         | Izland (ISL)           | 57,0          |
| Igino Rizzi              | Olaszország (ITA)      | 57,0          |
| Jean Monnier             | Franciaország (FRA)    | 56,0          |
| Bill Irwin               | Kanada (CAN)           | 56,0          |
| James Couttet            | Franciaország (FRA)    | 54,5          |
| Józef Daniel Krzeptowski | Lengyelország (POL)    | 54,5          |
| Franc Pribošek           | Jugoszlávia (YUG)      | 54,5          |
| Hemrik Ferenc            | Magyarország (HUN)     | 53,0          |
| Jan Gąsienica Ciaptak    | Lengyelország (POL)    | 53,0          |
| Helmut Hadwiger          | Ausztria (AUT)         | 51,0          |
| Jan Kula                 | Lengyelország (POL)    | 49,0          |
| Aldo Trivella            | Olaszország (ITA)      | 41,5          |
| Erkki Rajala             | Finnország (FIN)       | nem ért célba |
| Erik Lindström           | Svédország (SWE)       | nem ért célba |
| Ványa Pál                | Magyarország (HUN)     | nem ért célba |

### 2. ugrás
| Versenyző                | Nemzet                 | Távolság |
| ------------------------ | ---------------------- | -------- |
| Janez Polda              | Jugoszlávia (YUG)      | 71,0     |
| Petter Hugsted           | Norvégia (NOR)         | 70,0     |
| Leo Laakso               | Finnország (FIN)       | 69,5     |
| Matti Pietikäinen        | Finnország (FIN)       | 69,0     |
| Gordy Wren               | Egyesült Államok (USA) | 68,5     |
| Aatto Pietikäinen        | Finnország (FIN)       | 68,0     |
| Evert Karlsson           | Svédország (SWE)       | 68,0     |
| Asbjørn Ruud             | Norvégia (NOR)         | 67,5     |
| Birger Ruud              | Norvégia (NOR)         | 67,0     |
| Thorleif Schjelderup     | Norvégia (NOR)         | 67,0     |
| Hans Zurbriggen          | Svájc (SUI)            | 67,0     |
| Joe Perrault             | Egyesült Államok (USA) | 67,0     |
| Fritz Tschannen          | Svájc (SUI)            | 66,0     |
| Bruno Da Col             | Olaszország (ITA)      | 66,0     |
| Nils Lundh               | Svédország (SWE)       | 66,0     |
| Arsène Lucchini          | Franciaország (FRA)    | 65,5     |
| Karel Klančnik           | Jugoszlávia (YUG)      | 65,5     |
| Sverre Fredheim          | Egyesült Államok (USA) | 65,0     |
| Vilhelm Hellman          | Svédország (SWE)       | 65,0     |
| Walter Bietila           | Egyesült Államok (USA) | 64,0     |
| Hubert Hammerschmied     | Ausztria (AUT)         | 63,0     |
| Willi Klopfenstein       | Svájc (SUI)            | 62,5     |
| Gregor Höll              | Ausztria (AUT)         | 62,5     |
| Josef Císař              | Csehszlovákia (TCH)    | 62,0     |
| Janko Mežik              | Jugoszlávia (YUG)      | 62,0     |
| Zdeněk Remsa             | Csehszlovákia (TCH)    | 61,5     |
| Toni Wieser              | Ausztria (AUT)         | 61,5     |
| Andreas Däscher          | Svájc (SUI)            | 61,0     |
| Hemrik Ferenc            | Magyarország (HUN)     | 61,0     |
| Jan Gąsienica Ciaptak    | Lengyelország (POL)    | 61,0     |
| Jaroslav Lukeš           | Csehszlovákia (TCH)    | 60,5     |
| Miloslav Bělonožník      | Csehszlovákia (TCH)    | 60,0     |
| Jean Monnier             | Franciaország (FRA)    | 60,0     |
| Régis Charlet            | Franciaország (FRA)    | 59,5     |
| Jónas Ásgeirsson         | Izland (ISL)           | 59,5     |
| Stanisław Marusarz       | Lengyelország (POL)    | 59,0     |
| Jan Kula                 | Lengyelország (POL)    | 59,0     |
| Aldo Trivella            | Olaszország (ITA)      | 59,0     |
| James Couttet            | Franciaország (FRA)    | 58,0     |
| Tom Mobraaten            | Kanada (CAN)           | 58,0     |
| Franc Pribošek           | Jugoszlávia (YUG)      | 57,0     |
| Igino Rizzi              | Olaszország (ITA)      | 57,0     |
| Helmut Hadwiger          | Ausztria (AUT)         | 56,5     |
| Józef Daniel Krzeptowski | Lengyelország (POL)    | 55,0     |
| Laurent Bernier          | Kanada (CAN)           | 54,5     |
| Bill Irwin               | Kanada (CAN)           | 54,0     |

### Összesítés
| Helyezés | Versenyző                | Nemzet                 | Összesített pontszám |
| -------- | ------------------------ | ---------------------- | -------------------- |
| Arany    | Petter Hugsted           | Norvégia (NOR)         | 228,1                |
| Ezüst    | Birger Ruud              | Norvégia (NOR)         | 226,6                |
| Bronz    | Thorleif Schjelderup     | Norvégia (NOR)         | 225,1                |
| 4.       | Matti Pietikäinen        | Finnország (FIN)       | 224,6                |
| 5.       | Gordy Wren               | Egyesült Államok (USA) | 222,8                |
| 6.       | Leo Laakso               | Finnország (FIN)       | 221,7                |
| 7.       | Asbjørn Ruud             | Norvégia (NOR)         | 220,2                |
| 8.       | Aatto Pietikäinen        | Finnország (FIN)       | 216,4                |
| 9.       | Fritz Tschannen          | Svájc (SUI)            | 214,8                |
| 10.      | Hans Zurbriggen          | Svájc (SUI)            | 214,0                |
| 11.      | Evert Karlsson           | Svédország (SWE)       | 212,2                |
| 12.      | Sverre Fredheim          | Egyesült Államok (USA) | 210,1                |
| 13.      | Willi Klopfenstein       | Svájc (SUI)            | 209,3                |
| 14.      | Vilhelm Hellman          | Svédország (SWE)       | 208,1                |
| 15.      | Joe Perrault             | Egyesült Államok (USA) | 207,0                |
| 16.      | Miloslav Bělonožník      | Csehszlovákia (TCH)    | 203,9                |
| 17.      | Andreas Däscher          | Svájc (SUI)            | 203,8                |
| 18.      | Bruno Da Col             | Olaszország (ITA)      | 201,2                |
| 19.      | Hubert Hammerschmied     | Ausztria (AUT)         | 199,8                |
| 20.      | Zdeněk Remsa             | Csehszlovákia (TCH)    | 198,6                |
| 21.      | Jaroslav Lukeš           | Csehszlovákia (TCH)    | 198,5                |
| 22.      | Arsène Lucchini          | Franciaország (FRA)    | 198,0                |
| 23.      | Karel Klančnik           | Jugoszlávia (YUG)      | 197,2                |
| 24.      | Gregor Höll              | Ausztria (AUT)         | 195,8                |
| 25.      | James Couttet            | Franciaország (FRA)    | 194,3                |
| 26.      | Régis Charlet            | Franciaország (FRA)    | 193,7                |
| 27.      | Stanisław Marusarz       | Lengyelország (POL)    | 192,8                |
| 28.      | Toni Wieser              | Ausztria (AUT)         | 192,1                |
| 29.      | Josef Císař              | Csehszlovákia (TCH)    | 189,4                |
| 30.      | Józef Daniel Krzeptowski | Lengyelország (POL)    | 188,9                |
| 31.      | Jean Monnier             | Franciaország (FRA)    | 188,5                |
| 32.      | Franc Pribošek           | Jugoszlávia (YUG)      | 187,4                |
| 33.      | Jan Kula                 | Lengyelország (POL)    | 184,5                |
| 34.      | Hemrik Ferenc            | Magyarország (HUN)     | 183,3                |
| 35.      | Helmut Hadwiger          | Ausztria (AUT)         | 181,4                |
| 36.      | Jan Gąsienica Ciaptak    | Lengyelország (POL)    | 180,8                |
| 37.      | Jónas Ásgeirsson         | Izland (ISL)           | 179,8                |
| 38.      | Aldo Trivella            | Olaszország (ITA)      | 176,6                |
| 39.      | Bill Irwin               | Kanada (CAN)           | 175,1                |
| 40.      | Nils Lundh               | Svédország (SWE)       | 152,7                |
| 41.      | Janez Polda              | Jugoszlávia (YUG)      | 145,2                |
| 42.      | Walter Bietila           | Egyesült Államok (USA) | 142,9                |
| 43.      | Janko Mežik              | Jugoszlávia (YUG)      | 136,9                |
| 44.      | Tom Mobraaten            | Kanada (CAN)           | 135,9                |
| 45.      | Igino Rizzi              | Olaszország (ITA)      | 131,7                |
| 46.      | Laurent Bernier          | Kanada (CAN)           | 129,3                |
| –        | Erkki Rajala             | Finnország (FIN)       | nem ért célba        |
| –        | Erik Lindström           | Svédország (SWE)       | nem ért célba        |
| –        | Ványa Pál                | Magyarország (HUN)     | nem ért célba        |